# Денотація
Денотація — буквальне значення символу, що визнається більшістю людей в даній культурі.
У семіотиці — поверхове або буквальне значення кодується сигніфікатом, і це означення вірогідніше всього з'явиться в словнику.
У логіці, лінгвістиці і семіотиці, позначення слова або фрази — частина його значення; проте, декілька частин значення, можливо, беруть це ім'я залежно від контрасту:
- Конотація і денотація є :
  - у основній семантиці і літературній теорії, образотворчими і буквальними значеннями слова, або
  - у філософії, логіці і частинах лінгвістики, інтенсією і розширенням слова